# Mihails Zemļinskis
Mihails Zemļinskis (Riga, 21 dicembre 1969) è un ex calciatore, allenatore di calcio e politico lettone, nel ruolo di difensore centrale.

## Carriera

### Club
Zemļinskis ha cominciato la carriera professionistica nel 1988, nell'allora Unione Sovietica, con la divisa dello Zvezda Ventspils. Si è trasferito presto allo Skonto Riga, squadra di cui è divenuto il simbolo e con cui ha dominato il calcio lettone nel decennio successivo con la conquista di 13 titoli nazionali consecutivi e 7 Coppe di Lettonia.
Nonostante la serie di successi con lo Skonto, ha vestito per due brevi periodi anche le divise del BVSC Budapest (squadra ungherese) e del Hapoel Kfar Saba, in Israele.
Si è ritirato dal calcio giocato al termine della stagione 2005. Nel 2003 ha vinto il titolo di difensore lettone dell'anno.

### Nazionale
Ha fatto il proprio esordio in Nazionale lettone l'8 aprile 1992 contro la Romania, in occasione della prima storica gara del paese baltico dopo l'indipendenza. Nel 2004 è stato uno dei 23 lettoni a prendere parte per la prima volta al campionato d'Europa, disputato quell'anno in Portogallo e chiusosi per la squadra al primo turno.
Ha disputato l'ultima gara in Nazionale l'8 ottobre 2005, contro il Giappone. Con la maglia del proprio paese ha disputato 104 gare, numero che lo pone al secondo posto, dopo Vitālijs Astafjevs (167), nella classifica dei giocatori più presenti, e realizzato 12 reti.

### Allenatore
Smessi i panni del calciatore ha allenato per due stagioni l'Olimps Riga dove inizialmente vestiva i panni di giocatore / allenatore; in seguito è stato per altre due stagioni il Daugava Daugavpils, con cui ha vinto la Coppa di Lettonia nel 2008.
Dal 2009 al 2011 è stato allenatore della nazionale Under-21 lettone.

## Palmarès

### Giocatore

#### Club
- Campionato lettone: 11

Skonto: 1992, 1994, 1995, 1996, 1998, 1999, 2000, 2001, 2002, 2003, 2004
- Coppa di Lettonia: 7

Skonto: 1992, 1995, 1997, 1998, 2000, 2001, 2002
- Campionati sovietico lettone: 1

Skonto: 1991

#### Nazionale
- Coppa del Baltico: 4

1993, 1995, 2001, 2003

#### Individuale
- Calciatore lettone dell'anno: 1

1998

### Allenatore
- Coppa di Lettonia: 1

Daugava Daugavpils: 2008

## Attività politica
Ha aderito nel 2006 al partito Centro dell'Armonia.
Alle elezioni parlamentari del 2006 è stato eletto deputato.
Venne rieletto sia nelle elezioni parlamentari del 2010, che nelle elezioni parlamentari del 2011.